# Isosaari (ö i Finland, Lappland, Rovaniemi, lat 67,17, long 24,87)
Isosaari är en ö i Finland.   Den ligger i den ekonomiska regionen  Rovaniemi ekonomiska region  och landskapet Lappland, i den norra delen av landet, 800 km norr om huvudstaden Helsingfors.